# 波吉比角
波吉比角（俄语：Мыс Погиби）是俄罗斯萨哈林岛西北部的海角，面临鞑靼海峡。过去有计划在波吉比角开始建立鞑靼海峡隧道，但因故没有实施。有波吉比镇。名称来源于尼夫赫语“По́хо-би”（转弯处）。